# Cusanus-Gymnasium Wittlich
Das Cusanus-Gymnasium Wittlich (CGW) ist ein Gymnasium in Wittlich. Die Schule ist seit 2010 eine offene Ganztagsschule, seit dem Schuljahr 2020/21 besteht zudem die Möglichkeit, bei der Wahl der ersten Fremdsprache einen bilingualen Zweig im Fach Englisch zu wählen, der bereits ab dem ersten Jahr des Fremdsprachenerwerbs auch Fachunterricht in den Fächern Sport und Musik in der gewählten Zielsprache anbietet. Die Schule ist nach dem Theologen und Philosophen Nikolaus von Kues benannt.

## Geschichte
Im April 1922 wurde durch Verordnung des Kultusministeriums in Berlin in den Räumen des ehemaligen Wittlicher Lehrerseminars eine Aufbauschule eingerichtet. Seit Februar 1926 lautete der Namen „Cusanus-Schule“.
Die neue Schule stand allen Glaubensbekenntnissen offen und konnte auch Mädchen aufnehmen. Zu Ostern 1926 gelang es erstmals einem Mädchen, angenommen zu werden. 1929 waren es bereits 23 Mädchen (bei 165 Jungen).
Im Jahr 1937 wurde die Schule im Zuge der NS-Schulreform in eine „Staatliche Oberschule für Jungen“ umgewandelt und wurde so zu einem Vollgymnasium. Trotz des Namens besuchten 72 Mädchen und 206 Jungen die Schule im Jahr 1937.
Zwischen September 1944 und Oktober 1945 musste die Schule wegen fehlender Lehrkräfte und Bombenangriffen geschlossen werden. Am 1. Oktober 1945 wurde der Schulbetrieb mit 350 Schülern, darunter 75 Mädchen, in der Kurfürstenstraße wieder aufgenommen.
Im Jahr 1955 erhielt die Schule ihren heutigen Namen: „Cusanus-Gymnasium“.
Im Jahr 2015 wurde ein neues barrierefreies Gebäude mit Mensa und Bibliothek gebaut das gemeinsam mit der Nachbarschule Kurfürst Balduin Realschule Plus benutzt wird.

## Schulbibliothek
Die Schulbibliothek des CGW wurde 2015 neu gebaut und umfasst 7277 Medieneinheiten (genauer: 6585 Bücher, 97 CDs, 90 CD-ROMs, 487 DVDs, 18 MPs – Stand: Januar 2017) und über 20 Laptops.

## Leitbild
Das Vermitteln von Wissen und die Möglichkeit zur Persönlichkeitsentwicklung ist ein wichtiger Bestandteil des Schulleitbilds, das eine Gesamtkonferenz am 5. November 2013 verabschiedete. Demnach sollen die Lernenden zu eigenständige, reflexionsfähigen, aufgeschlossenen und selbstbewussten Menschen erzogen werden, die für andere wie für ihr eigenes Handeln selbstbewusst Verantwortung übernehmen können und in sozialer, positiver Umgebung leben sollen.

## Wettbewerbe
Die Schüler und Schülerinnen des Cusanus-Gymnasiums haben die Möglichkeit, an verschiedenen Wettbewerben, etwa Jugend forscht, Jugend trainiert für Olympia, am Landes- und Bundeswettbewerb Mathematik und am Bundeswettbewerb Fremdsprachen, an der Mathe-Olympiade, dem Informatik-Biber, dem Experimentalwettbewerb „Leben mit Chemie“, der World Robot Olympiad und dem Geografie-Wettbewerb „Diercke-Wissen“ teilzunehmen.
Des Weiteren beteiligen sich Schülerinnen und Schüler mit Unterstützung der Schule regelmäßig an schulübergreifenden Wettbewerben in den Fremdsprachen Französisch und Englisch, darüber hinaus initiiert das Cusanus-Gymnasium Wittlich in diesen Sprachen auch schulinterne Vorlesewettbewerbe.